# Melampsora laricis-tremulae
Melampsora laricis-tremulae is een schimmel behorend tot de familie Melampsoraceae. Het is een roest die behoort tot het complex Melampsora populnea. Het komt voor op Larix (Spermogonia en Aecia) en Populus (Uredinia en Telia).

## Kenmerken
Uredinia
Uredinia groeien aan de onderkant van het blad en meestal op ronde bladvlekken. Verspreid in het uredinium staan parafysen. Deze zijn kopvormig tot knotsvormig met een wand van 3 µm. De kop van de parafyse heeft een dikte van 8–17 µm. De parafysenmaat is 40–45 × 8–17 (Europa) en 34–65 × 7–15 (Azië). Urediniosporen zijn ovaal en stekelig en 14–23 × 10–16 µm met een wand van 2 dik.
Telia
Telia staan vaak in groepen en hebben een diameter van 0,5 mm. Ze groeien meestal aan de onderkant van het blad. Ze zijn bruin en subepidermaal. De teliosporen zijn zuilvormig en meten 40–70 × 6–10 µm. De sporenwand heeft een dikte van minder dan 1 µm.

## Verspreiding
Hij komt voor in Europa (Duitsland, België, Zwitserland, Oostenrijk, Estland, Roemenië, Tsjechië, Frankrijk, Letland) en Azië (Japan).

## Waardplanten
Deze roestschimmel komt voor op de volgende waardplanten:
- Larix decidua (Europese lork)
- Larix kaempferi (Japanse lork)
- Larix sibirica (Siberische lariks)
- Populus tremula (Ratelpopulier) - algemeen
- Populus alba (Grauwe abeel) - zelden
- Populus ×canescens (Grauwe abeel) - zelden

en op 
- Populus alba (witte abeel)